# Шарм-еш-Шейх

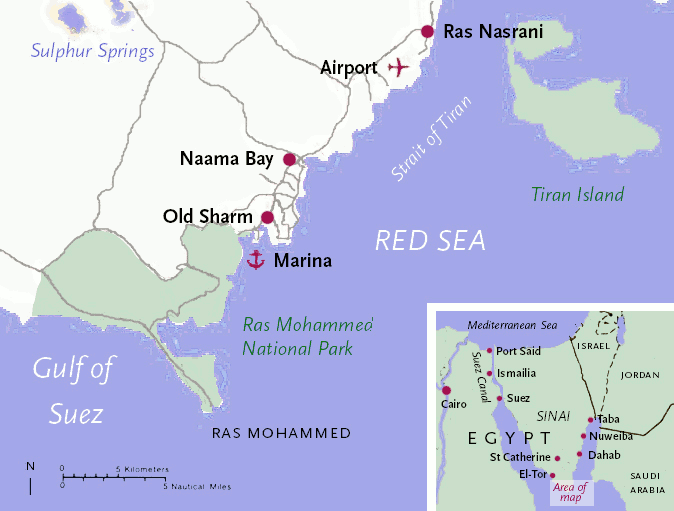

Шарм-еш-Шейх (араб. شرم الشيخ), часто хибно промовляється як Шарм-ель-Шейх — місто у Єгипті і туристичний центр на Червоному морі. Розташоване на півдні Синайського півострова, на північному узбережжі Червоного моря, при гирлі Акабської і Суецької заток. Населення міста з передмістями — 35 095 осіб (2015 р.).

## Історія
До 1967 року тут існувало маленьке поселення. З приєднанням Синаю до Ізраїлю 1967 р. ізраїльтяни побудували тут військово-морську базу і заснували місто Офіра з першими туристичними готелями. З часом Ізраїль тут розвинув міську інфраструктуру, перетворивши місто в повноцінний морський курорт. У 1982 році, згідно до Кемп-Девідських мирної угоди, Ізраїль повернув Синай Єгипту, уряд якого продовжив зусилля по розвитку курорту. 1999 і 2000 року тут відбулися міжнародні близькосхідні мирні перемовини. У липні 2005 року тут стався терористичний акт - серія вибухів в наслідок яких загинуло 88 людей, громадян багатьох країн світу, більш 200 отримали поранення. Відповідальність за теракт взяла на себе ісламістська група Абдули Азама, пов'язана з Аль-Каїдою

## Географія
У перекладі з арабської Шарм-еш-Шейх — «бухта (затока) шейха» (деякі місцеві гіди говорять «узбережжя шейха»). Шарм-еш-Шейх тягнеться з північного сходу на південний захід на майже 30 кілометрів уздовж західного берега затоки Акаба, що має в межах міста бухти Наама Бей та інші. З південного заходу місто межує з національним парком Рас-Мохаммед на крайній південній точці Синайського півострова, на північному сході — з національним заповідником Набк, з північного заходу прикритий від вітрів і негоди грядою Синайських гір, а з південного сходу омивається Червоним морем.

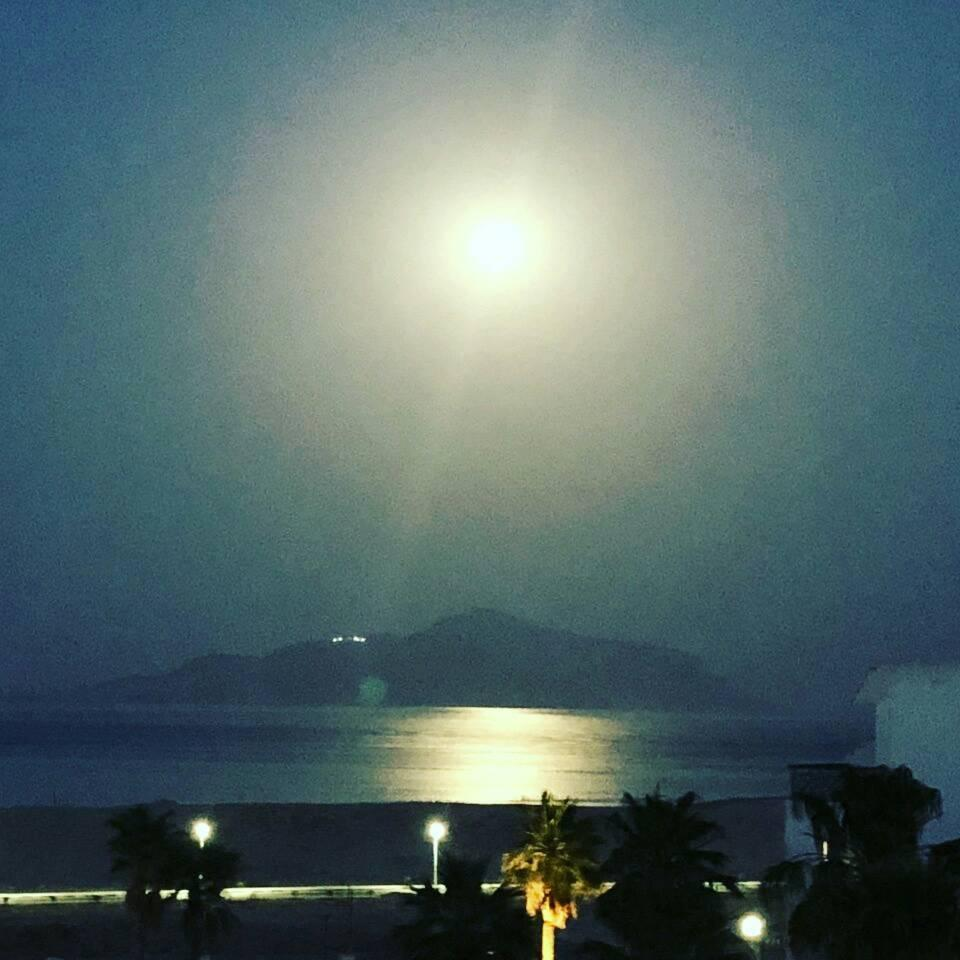

Неподалік від берегової лінії міста знаходиться острів Тиран (Tiran Island). За 80 км від міста (по прямій) всередині Синайського півострова розташовані Гора Мойсея і сусідня гора Святої Катерини (відповідно, друга за висотою і найвища вершини Синайських гір).
За одну і дві години їзди уздовж затоки Акаба також в Єгипетській Рив'єрі знаходяться бедуїнські міста-курорти Дагаб і Нувейба, а за три — прикордонне місто Таба, за яким розташовується ізраїльський порт Ейлат.

### Клімат
Клімат Шарм-еш-Шейха надзвичайно спекотний. Місто має тропічний пустельний клімат з дуже малою річною кількістю опадів. У січні-лютому нічні температури опускаються до +15 °C (рідше — до +10 °C), іноді буває досить прохолодний вітер (найнижча температура припала на 23 лютого 2000 року та склала +5 °C), але вдень світить яскраве сонце, і численні відвідувачі пляжів засмагають і купаються.
Влітку температура може підніматися до +45 °C і більше в тіні (абсолютний максимум був встановлений 3 червня 2013 і склав +46 °C), найтеплішим місяцем є серпень, середній максимум якого становить +38 °C, і навіть вночі температура нижче +30 °C, як правило, не опускається.
Температура води в морі не опускається нижче +20 °C, навіть взимку (влітку піднімається до рівня +28 °C). Дощі в Шарм-еш-Шейху надзвичайно рідкісні, повітря сухе і тепле в будь-який час року.
| Клімат Шарм-еш-Шейха | Клімат Шарм-еш-Шейха | Клімат Шарм-еш-Шейха | Клімат Шарм-еш-Шейха | Клімат Шарм-еш-Шейха | Клімат Шарм-еш-Шейха | Клімат Шарм-еш-Шейха | Клімат Шарм-еш-Шейха | Клімат Шарм-еш-Шейха | Клімат Шарм-еш-Шейха | Клімат Шарм-еш-Шейха | Клімат Шарм-еш-Шейха | Клімат Шарм-еш-Шейха | Клімат Шарм-еш-Шейха |
| Показник | Січ.                 | Лют.                 | Бер.                 | Квіт.                | Трав.                | Черв.                | Лип.                 | Серп.                | Вер.                 | Жовт.                | Лист.                | Груд.                | Рік                  |
| Абсолютний максимум, °C | 31                   | 34                   | 37                   | 41                   | 44                   | 46                   | 46                   | 45                   | 43                   | 41                   | 37                   | 32                   | 46                   |
| Середній максимум, °C | 21,7                 | 22,4                 | 25,1                 | 29,8                 | 33,9                 | 37                   | 37,5                 | 37,5                 | 35,4                 | 31,5                 | 27                   | 23,2                 | 30,2                 |
| Середня температура, °C | 15,6                 | 16,5                 | 19,6                 | 22,2                 | 25,8                 | 28,5                 | 29,4                 | 29,6                 | 27,8                 | 24,7                 | 20,9                 | 16,9                 | 23,1                 |
| Середній мінімум, °C | 13,3                 | 13,7                 | 16,1                 | 20,1                 | 23,8                 | 26,5                 | 26,7                 | 28                   | 26,5                 | 23,4                 | 18,9                 | 15                   | 21                   |
| Абсолютний мінімум, °C | 7                    | 5                    | 10                   | 12                   | 17                   | 23                   | 20                   | 23                   | 22                   | 17                   | 14                   | 8                    | 5                    |
| Середня кількість сонячних годин на місяць                                                                                   | 279                  | 251                  | 310                  | 300                  | 341                  | 390                  | 403                  | 372                  | 330                  | 310                  | 270                  | 248                  | 3804                 |
| Норма опадів, мм | 0.5                  | 0.2                  | 1.2                  | 0.2                  | 0.5                  | 0                    | 0                    | 0                    | 0.04                 | 0.8                  | 3.3                  | 0.5                  | 7.2                  |
| Днів з опадами | 0,3                  | 0,1                  | 0,5                  | 0,1                  | 0                    | 0                    | 0                    | 0                    | 0,1                  | 0,4                  | 0,4                  | 0,3                  | 2,2                  |
| --- | -------------------- | -------------------- | -------------------- | -------------------- | -------------------- | -------------------- | -------------------- | -------------------- | -------------------- | -------------------- | -------------------- | -------------------- | -------------------- |
| Джерело: Всесвітня метеорологічна організація / Climate-Data.org (середні температури) / Voodoo Skies (рекордні температури) |                      |                      |                      |                      |                      |                      |                      |                      |                      |                      |                      |                      |                      |

## Структура і районування

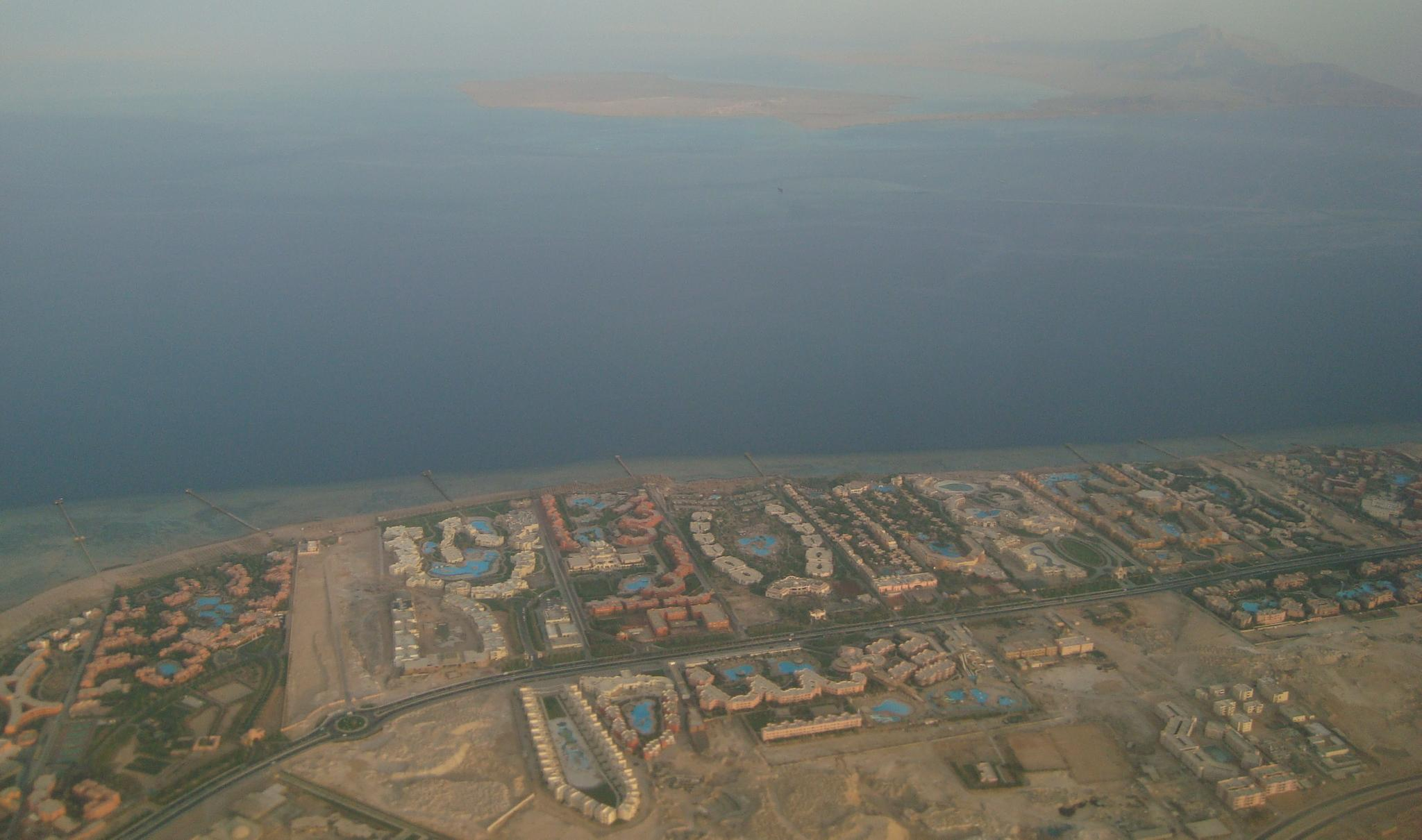
Нова забудова навпроти острова Тиран

Історично місто не піддавалося суцільний одночасній забудові, і тому зростає шляхом розвитку безлічі різних архітектурних «оаз». Через них проходить головна магістральна вулиця міста — проспект Peace Road, що з'єднує місто в єдине ціле.

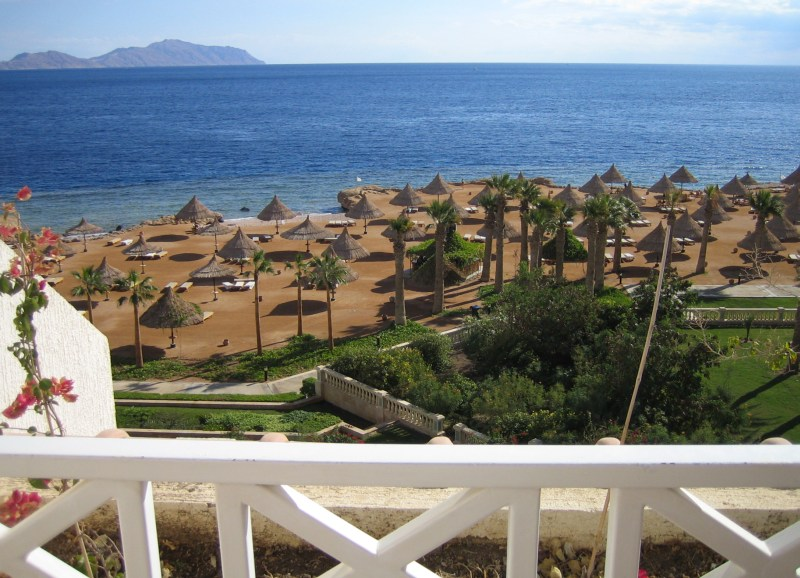
Вид на типовий піщаний пляж. На горизонті — острів Тиран

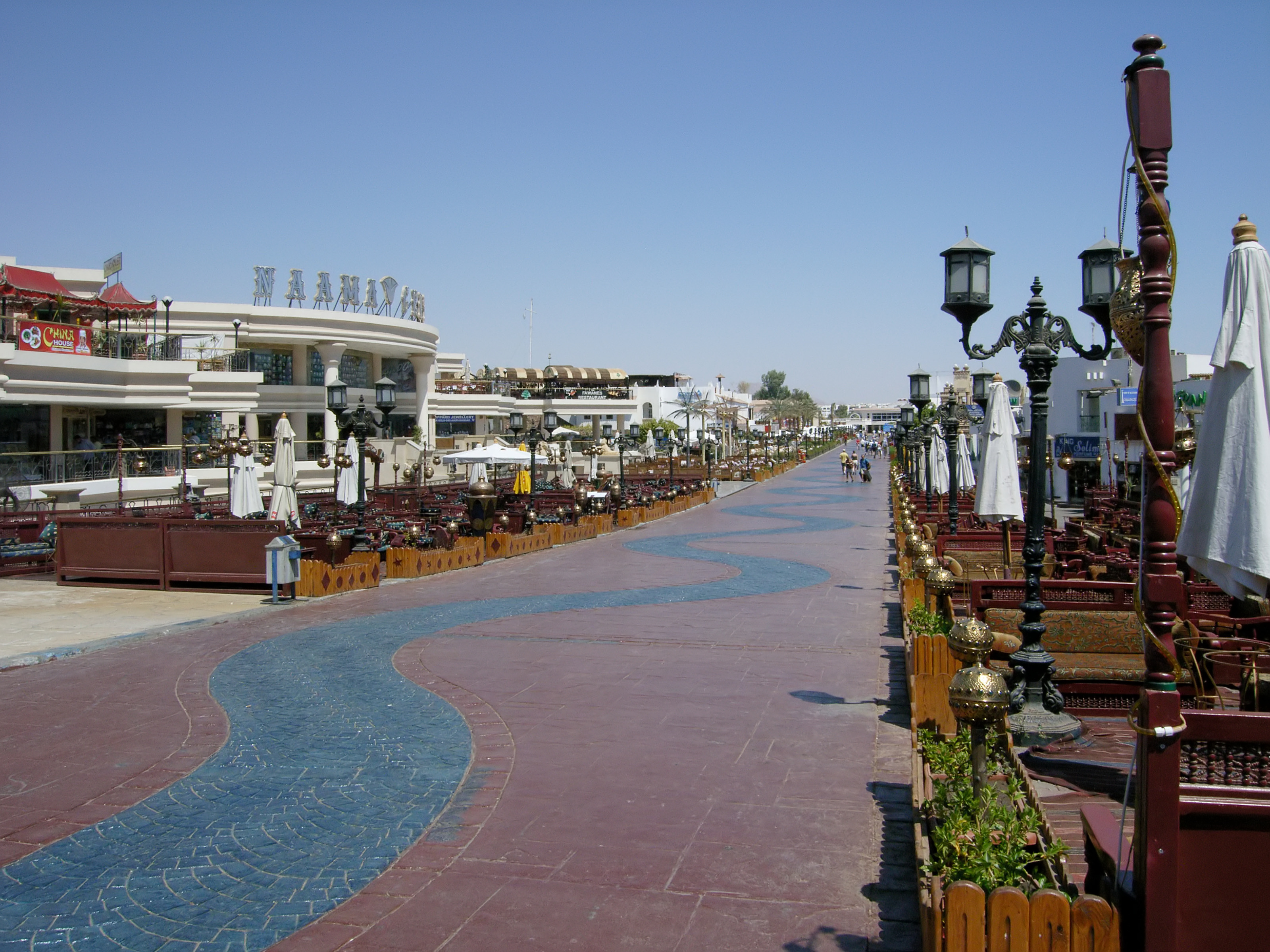
Торгово-розважальна вулиця в Наама-Бей

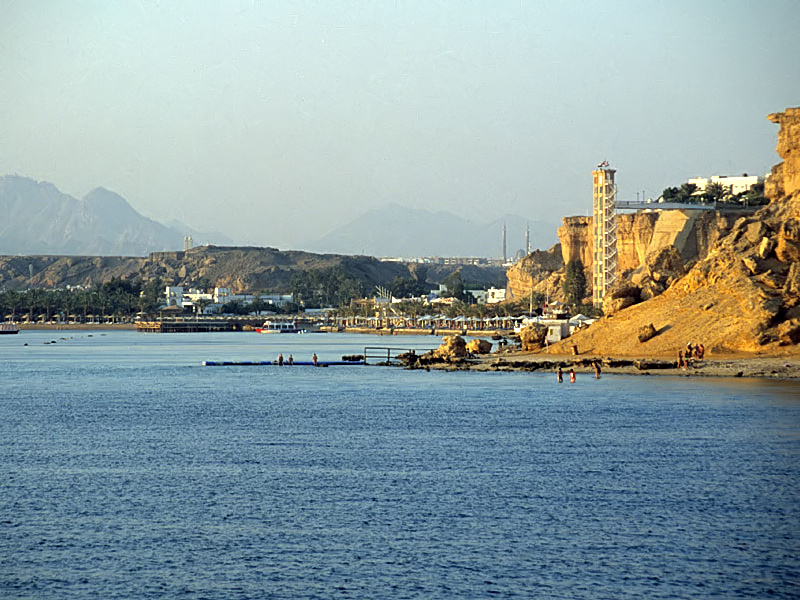
Скельний берег Хадаба у бухти Шарм-еш-Майя

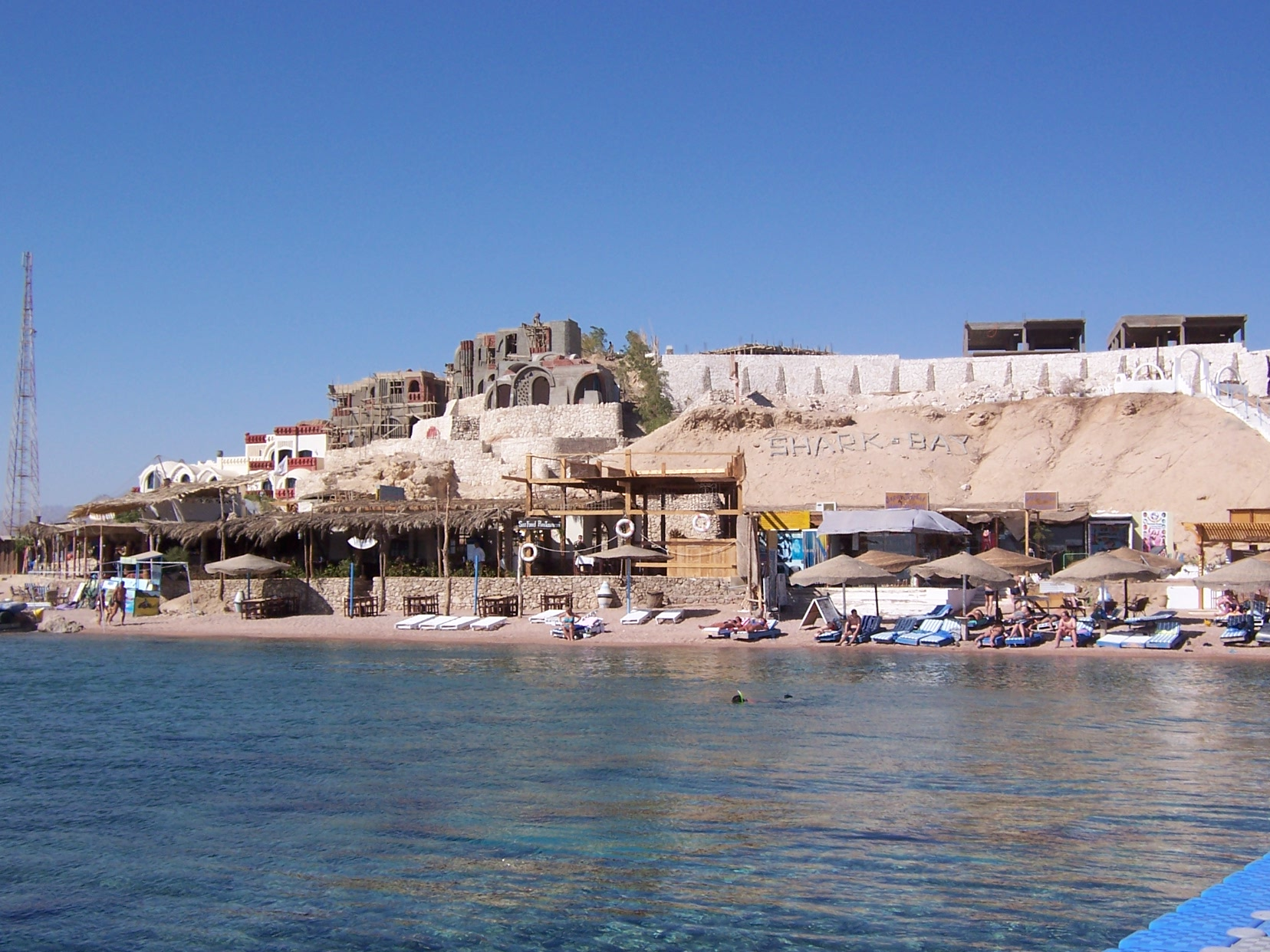
Скельний берег Шаркс-Бей

Місто-курорт складається з кількох районів, побудованих вздовж узбережжя, навколо основних заток (бухт):
- Шарм-ель-Майя (Sharm El Maya) — долинний район в однойменній бухті з портом, розташований на самому південному заході курорту і знаменитий своїми піщаними пляжами, готелями і східним ринком «Old Market» в мікрорайоні Старе місто
- Хадаба (Hadaba Um Sid), в тому числі примикають мікрорайони Аїда, Тауер, Іль Меркато — район на височині з готельними і житловими кварталами, розважальними центрами і кораловими пляжами біля скелястого берега тієї ж бухти.
- Хай-ен-Нур — район з культовими і житловими будівлями.
- Наама-Бей (Naama Bay) — найвідоміше туристичне місце, неофіційний центр Шарм-еш-Шейха, свого роду єгипетський і арабський Лас-Вегас. Тут життя вирує практично цілодобово (але все ж більше кипіння починається з третьої години дня і до третьої години ночі, раніше всі сплять, пізніше — вже розходяться по готелях). Цей район відрізняється наявністю поряд з готелями елітних торгових центрів, казино, спортивних майданчиків, центрів дайвінгу (підводного плавання), ресторанів, нічних клубів (Планета Голлівуд, Little Budda, HardRock Cafe, Pacha тощо), а також Клео-парком і пішохідною алеєю — променадом уздовж моря. Пляжі Наама Бей — майже всі з піщаним дном, їх називають «витвором мистецтва» курортних архітекторів (хоча набагато цікавіші якраз не піщані пляжі, а коралово-рифові в інших районах міста, де, опинившись у воді з маскою, можна побачити все різноманіття коралів і тропічних рибок).
- Гарденс-Бей (Gardens Bay) — район з готелями, більшість — п'ятизіркові і чотиризіркові.
- Корал-Бей (Coral Bay) — район з готелями і дайвінг-центрами.
- Шаркс-Бей (Sharks Bay) — район з готелями і дайвінг-центрами.
- Рас-Насрані (Ras Nusrani), в тому числі SOHO, Montaza — район ділових центрів і готелів, до якого примикає аеропорт.
- Набк-Бей (Nabq Bay) — найвіддаленіший район за декілька кілометрів на північний схід від Наама-Бея, в бік національного заповідника Набк (Nabq), навпроти острова Тиран. Свого часу в колах будівельних інвесторів пройшли чутки про те, що Саудівська Аравія разом з Єгиптом задумали проєкт зі зведення величезного моста — з узбережжя Саудівської Аравії в Єгипет через острів Тиран[5]. Згідно з географічним розташуванням, цей міст саме виходив би з боку острова в район Набк-Бей. Район кинулися гарячково освоювати і займати вільні ділянки землі всілякі, в першу чергу арабські, інвестори — під будівництво готелів і зведення нової інфраструктури. Набк бурхливо розвинувся в порівнянні з кількома роками раніше. Однак, президент Єгипту «заморозив» проєкт будівництва «великого мосту»[5], вирішивши зберегти в Шарм-еш-Шейху більш «європейську» атмосферу.

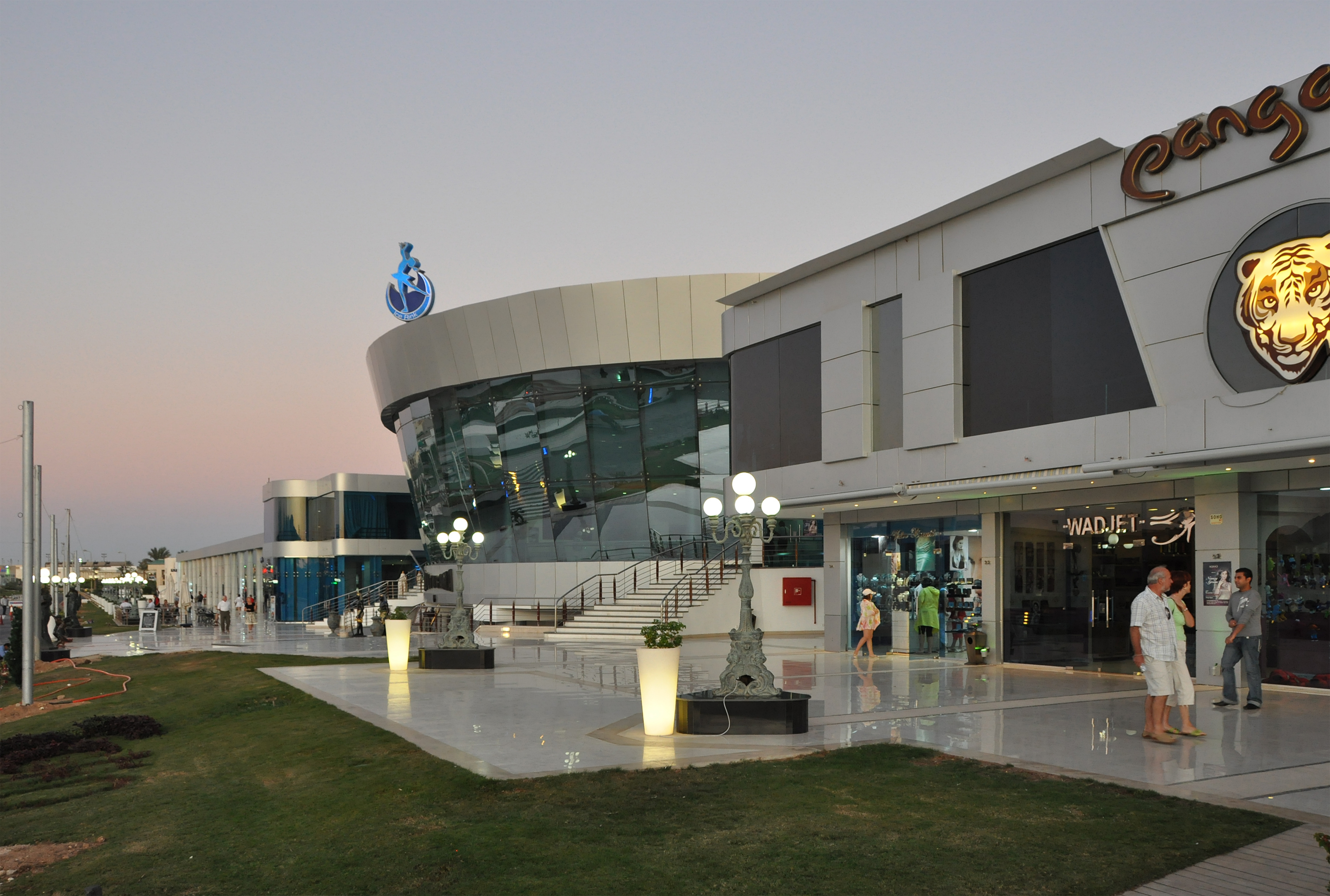
Новий діловий район SOHO

Оскільки Шарм-еш-Шейх обмежений двома національними заповідниками, що виходять до моря, то лінія узбережжя, яка може бути зайнята будівлями, має довжину близько 30 км. На даний час практично всі ділянки берега, придатні для будівництва, забудовані елітними готелями чи відведені під зведення нових житлових комплексів. Але, незважаючи на це, місто продовжує рости вглиб узбережжя, в сторону гірської гряди.
Найбільш відомими районами і мікрорайонами Шарм-еш-Шейха є Наама, Старе місто, Хадаба, Аїда, Тауер, Іль Меркато, Дельта-Шарм і SOHO, Хай-ен-Нур, Рів'єра, Хай-Салям, Крісс, Набк-Бей.
Будується багато нових готельних і житлових мікрорайонів: Голд-Шарм, Сан-Шайн, Санні-Лейк, Монтаза та багато інших.
У районі міжнародного аеропорту Шарм-еш-Шейх розташовані: Рауабі, Імар, Монтаза.
У місті немає висотних і навіть багатоповерхових будівель. Як правило, житлові будинки зводяться у вигляді невеликих комплексів упорядкованих одно-двоповерхових вілл і таунхаусів, які, як і численні двох-триповерхові готелі, зосереджені навколо добре озелененої території з сучасною інфраструктурою, магазинами, ресторанами, басейнами і садами. Зважаючи на зростаючу популярність курорту, інвестиційні компанії Єгипту вкладають в інфраструктуру міста величезні кошти, і Шарм-еш-Шейх змінюється з кожним роком.

## Транспортне сполучення

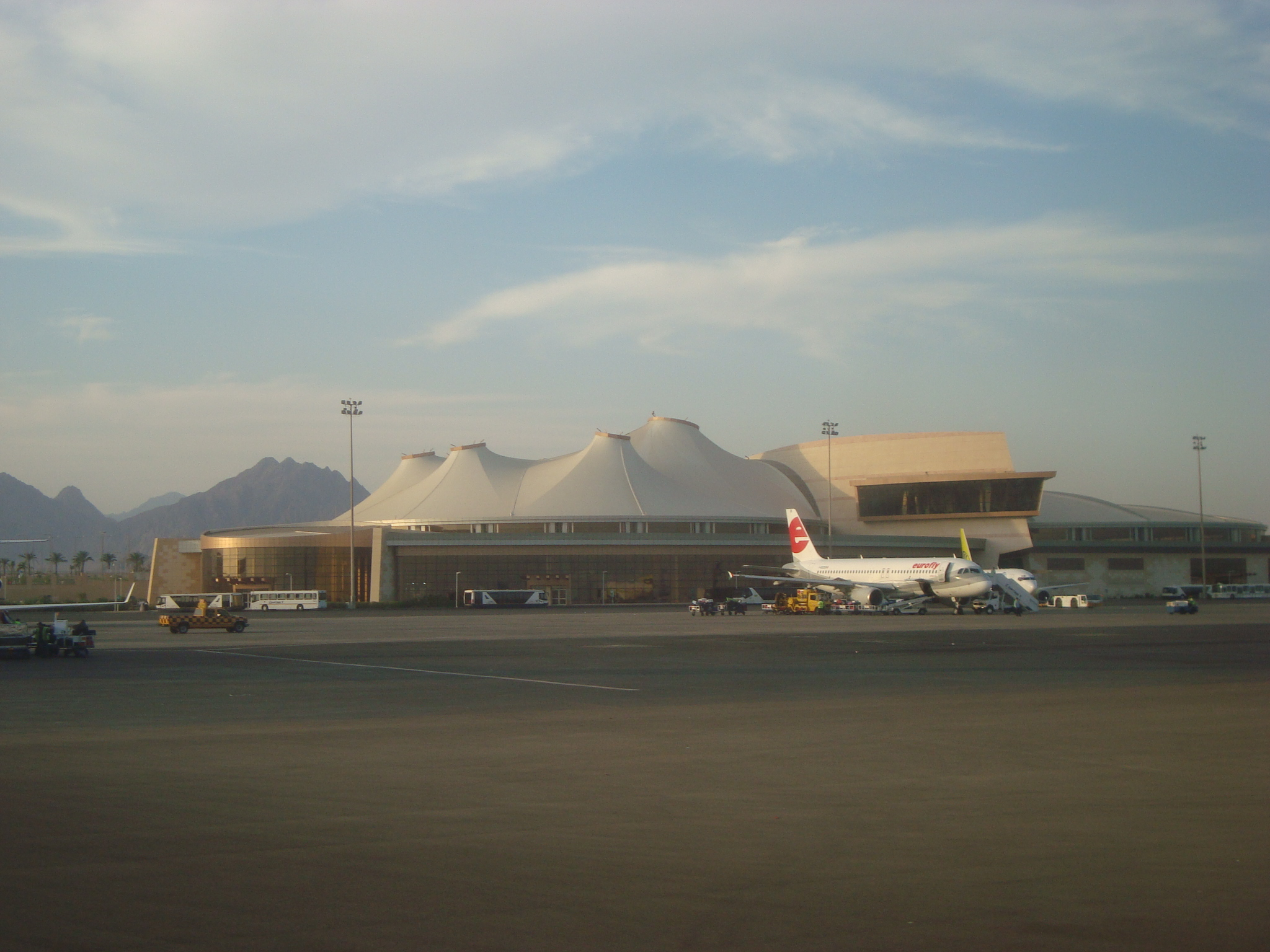
Аеропорт

Географічне положення міста обумовлює його транспортне значення для всього Синайського півострова.
Шарм-еш-Шейх — повітряні ворота Синаю. Міжнародний аеропорт Шарм-еш-Шейха, раніше Аеропорт Рас-Назрані (Ras Nasrani) — перший і найбільший міжнародний аеропорт на Синайському півострові. Через нього проходять повітряні сполучення як самого Шарм-еш-Шейха, так і інших курортів півострова — Дагабу, Таби, Нувейби. Переважна більшість туристів і гостей прибуває на півострів і повертається з нього саме повітряним шляхом.
Автотранспорт. Більшість автомобільних доріг Синая, крім деяких малозавантажених доріг півострова, що ведуть з його глибини до Тунелю Ахмеда Хамді, проходять через Шарм-еш-Шейх. Всі дороги підтримуються у хорошому стані, обладнані (крім світлофорів) і постійно розвиваються. У місті розвинений сервіс прокату автомобілів і легких скутерів, і за кілька днів можна самостійно обстежити Шарм-еш-Шейх і його околиці. Дорожня поліція, як правило, дуже лояльна до іноземців. Від автостанції міста до різних міст Нижнього Єгипту ходять регулярні міжміські автобуси.
Приблизна відстань і час поїздки на легковому автомобілі:
- Дагаб — 100 км, ~ 1 година їзди
- Монастир Св. Катерини — ~ 2 години їзди
- Кольоровий каньйон — ~ 3:00 їзди
- Нувейба — ~ 2 години їзди
- КПП Таба в Ізраїль — ~ 3:00 їзди
- Ет-Тур (адміністративний центр мухафази Південний Синай) — 90 км, ~ 1 година їзди
- Тунель під Суецьким каналом — 360 км
- Каїр — 500 км, ~ 6-7 годин їзди
- Олександрія — ~ 9:00

Популярні серед туристів Луксор і Хургада, як і Олександрія, розташовані на Африканському материку далеко на південь або північ від тунелю, і автомобільні поїздки до них незручні з причини довгої та виснажливої дороги.

## Підводний світ

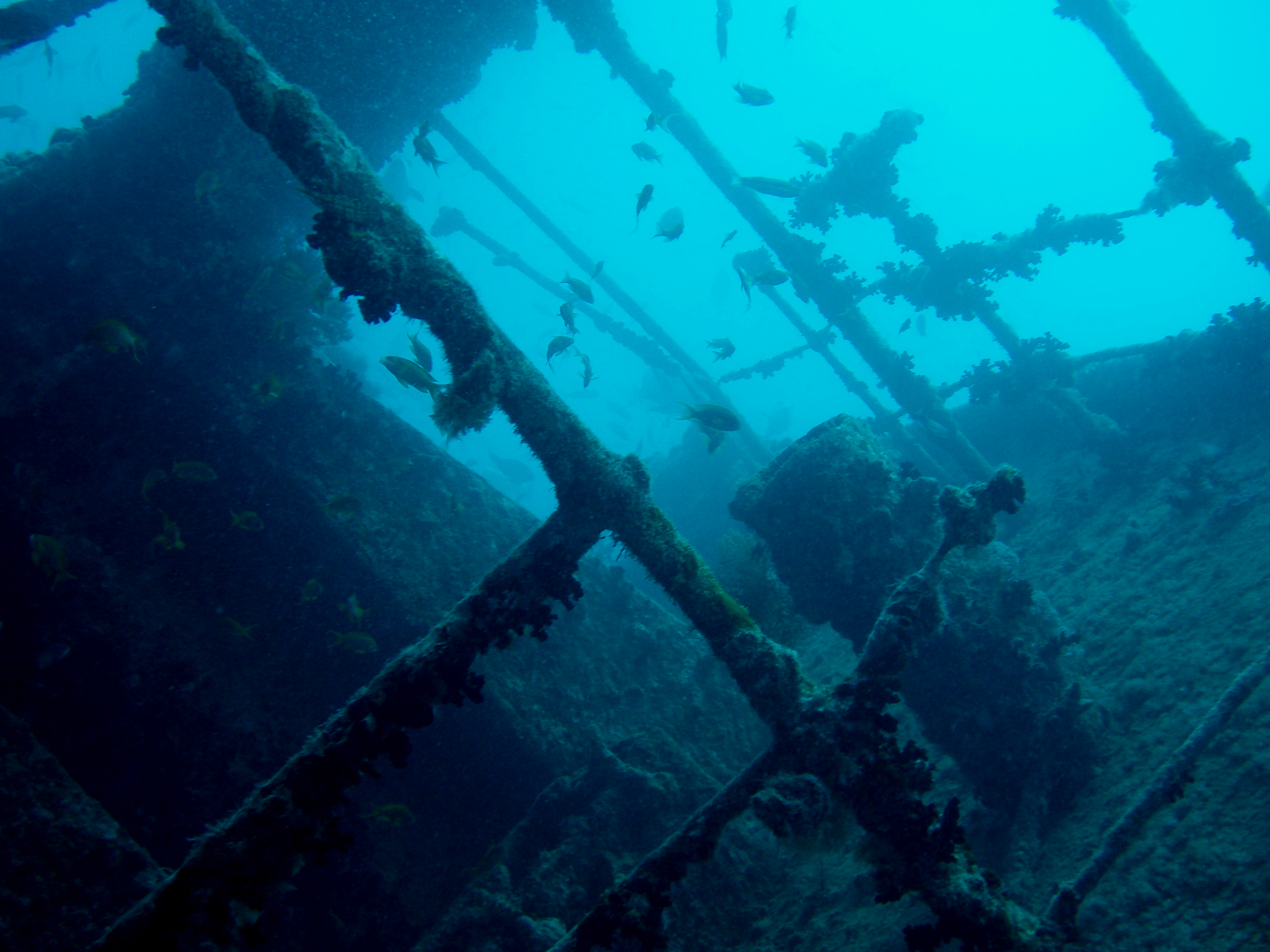
Затонулий корабель Тістлегорм — одне з популярних місць підводних екскурсій

Шарм-еш-Шейх — гарне місце для підводного плавання. Чиста і тепла вода, багатий підводний світ і велика кількість коралових рифів створюють гарні умови для заняття дайвінгом і снорклінгом як взимку, так і влітку. До послуг туристів — численні дайвінг-клуби, школи підводного плавання, яхти, інструктори, а також пункти прокату масок, ластів, аквалангів тощо.
Для цінителів краси підводного світу організовуються екскурсії в національний парк Рас-Мохаммед, що відрізняється великою різноманітністю коралів, а також інших форм морської флори і фауни.
За 100 км на північний схід (у бік Ізраїлю) від Шарм-еш-Шейха знаходиться бедуїнське місто Дагаб, яке також популярне серед дайверів усього світу.
У Суецькій затоці знаходиться затонулий в 1941 році транспортний корабель Тістлегорм з військовим вантажем на борту, і до нього відбуваються екскурсії дайверів, які мають відповідну підготовку та сертифікат.
Практично по всьому узбережжю Шарм-еш-Шейха, за винятком деяких пляжів, необхідно входити у воду в спеціальному взутті, оскільки біля берега починаються гострі коралові рифи, на яких до того ж багато морських їжаків.
Появи медуз і акул біля берегів вкрай рідкісні, хоча у поодиноких випадках справа доходила до загибелі туристів від останніх.

## Туризм і відпочинок

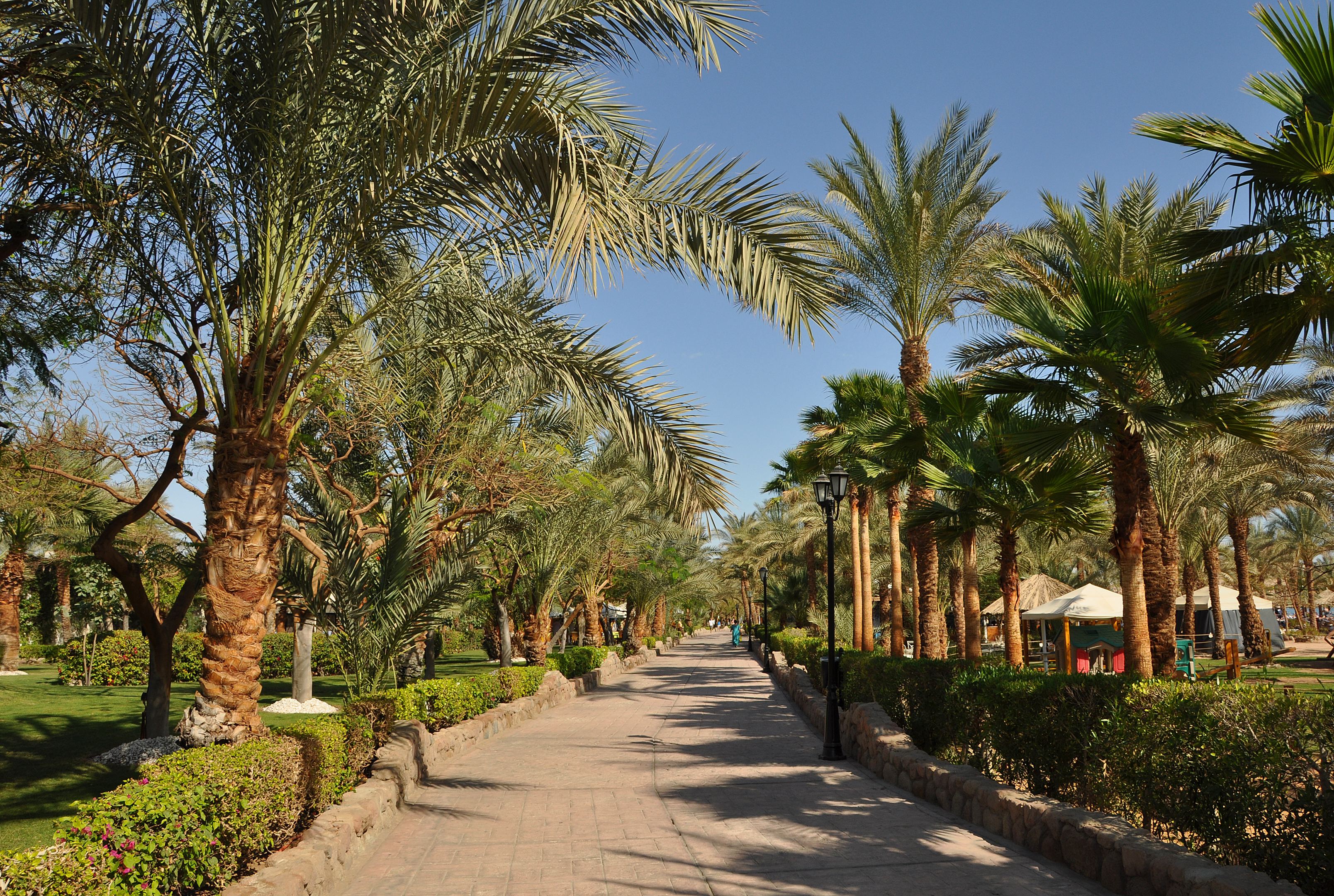
«Променад» Наама-Бей

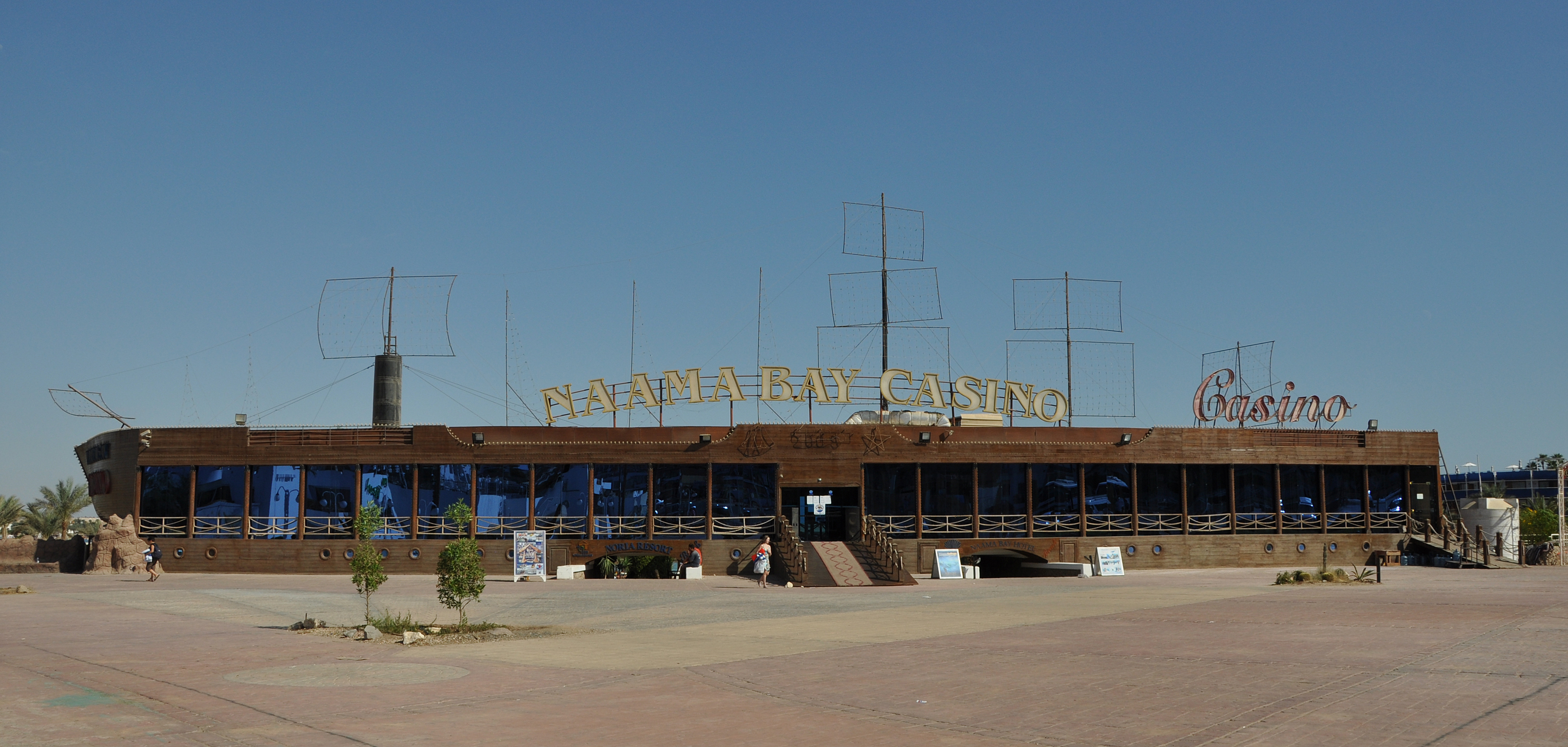
Казино в Наама-Бей

Шарм-еш-Шейх — курорт європейського рівня. На узбережжі розташовано безліч готелів, пляжів, місць відпочинку туристів з усього світу. У місті діють більше 200 готелів різного класу і цінової категорії. Практично у всіх готелях присутні басейни, а також здійснюється безкоштовний доступ або автобусний підвіз до пляжів. На пляжах, крім купання і засмагання, пропонується широкий спектр послуг з снорклінгу, дайвінгу, катання на водних лижах і скутерах, плавання на катерах зі скляним дном і в батискафах, по підводних і інших морських екскурсіях. Розвинене житлове будівництво — клімат і сучасна інфраструктура залучають інвесторів з різних країн. По всьому узбережжю, а також на інших вільних ділянках міста, триває будівництво нових готелів, житлових комплексів, центрів розваг.
Для відпочинку громадян України, Росії, Євросоюзу та низки інших країн у місті, як і на решті частини Синайського півострова, діє безвізовий режим. Безкоштовний так званий Синайський штамп, який дозволяє знаходження до 15 днів і є достатнім для перебування на усьому Синаю (а також для виїзду в Ізраїль і Йорданію), і туристична віза за 25 доларів, яка дозволяє знаходитись 30 днів на всій території Єгипту (обов'язкова, якщо плануються поїздки до Пірамід і в Луксор), оформляються в аеропорту за вибором туриста.
У 2007 році відкрився новий термінал Міжнародного аеропорту, здатний приймати і випускати до 50 літаків на день. У місті працює сучасний Міжнародний медичний центр ім. Святої Олени Карабець. У місті, в районі Хай-ен-Нур, побудовані нові православна церква і велика мечеть (відкрита в 2007 році, найбільша до добудови мечеті в Старому місті).
Життя в місті вирує навколо індустрії туризму. Переважна більшість туристів у місті — з Росії, України та країн СНД, також значною є частка відпочиваючих з Італії та Польщі, менше — з інших країн. Це викликано відносно низькою вартістю турів та якісним рівнем обслуговування. Більшість зайнятих у турбізнесі місцевих жителів зможуть підтримати бесіду на основних європейських мовах. Англійською говорить переважна більшість персоналу готелів, магазинів та інших закладів, у тому числі таксисти. Багато з них також небагато говорять російською, більшість вивісок (в тому числі в аеропорту і навіть частина дорожніх покажчиків) продубльовано російською мовою, в ряді невеликих магазинів і точок на ринках за недорогі товари приймають українські гривні. З міста організовуються популярні автобусні і літакові екскурсії в навколишні визначні пам'ятки, єгипетські Каїр, Піраміди Ґізи, Олександрію, Луксор, Монастир святої Катерини, гору Мойсея, ізраїльські Єрусалим, інші міста і на Мертве море, палестинський Вифлеєм, йорданську Петру.
Нічне життя Шарм-еш-Шейха знамените своїми дискотеками, нічними клубами, казино і шоу-програмами. Улюбленим місцем є «променад» — прогулянкова доріжка в Наама Бей. Тут допізна працюють торгові центри і численні вуличні кафе, в яких відвідувачам пропонують страви арабської, японської та європейської кухні, морепродукти, кальян.
Ставлення місцевого населення до туристів доброзичливе. Місцеві жителі цінують можливістю своєї роботи в Шарм-еш-Шейху, де рівень життя вищий порівняно з іншими містами країни. З персоналом, роботодавцями та державними установами постійно проводиться робота, спрямована на поліпшення якості обслуговування. У місті, крім звичайної, функціонує т. з. «Туристична поліція» (Touristiq Police) — спеціально підготовлені співробітники, завдання яких полягає в запобіганні будь-яких проблем у гостей міста.
Слід зазначити, що громадяни розташованого поблизу Ізраїлю можуть подорожувати в Шарм-еш-Шейх, так само як і по всьому Синаю, без віз, що трохи підвищує тут ціни на готелі та інші туристичні послуги.

## Пам'ятки

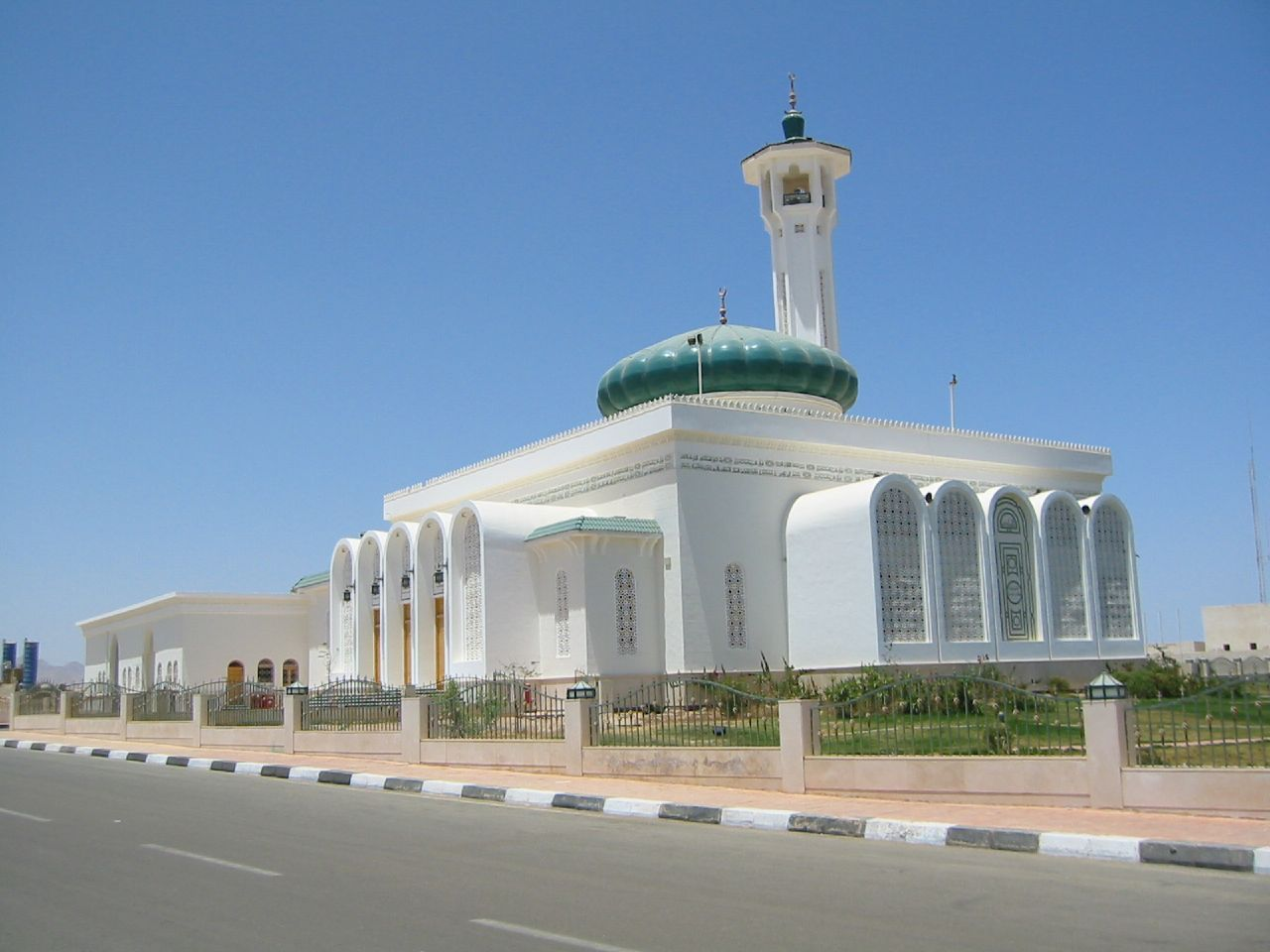
Мечеть

До основних місцевим і навколишніх пам'яток, доступним туристам в Шарм-еш-Шейх туристам, відносяться:
- Синайські гори з горою Мойсея і супутній монастир Святої Катерини з неопалимою купиною
- Національний заповідник Рас-Мохаммед
- Національний заповідник Набк
- Коралові рифи острова Тиран
- Старе місто зі східним базаром Old Market та оглядовою скелею
- Район Наама-Бей з торгово-розважальним кварталом, штучним водоспадом, пішохідним «Променадом» і «Панорамою Шарм»
- Розважальний комплекс «1001 ніч» і супутня торгова галерея в Хадабі
- Новий Аквапарк в Хадабі
- Клео-парк в Наама-Бей
- Дельфінарій в Хадабі (Іль-Меркато)

## Стратегічне значення
Вдале географічне розташування Шарм-еш-Шейха дозволяє Єгипту при необхідності блокувати з його порту судноплавство через тиранські протоки, які є єдиним виходом в Червоне море для Йорданії та Ізраїлю. У 1967 році Єгипет спробував застосувати на практиці таку можливість, що призвело до збройного зіткнення з Ізраїлем — Шестиденної війні. Раніше в регіоні було досить напружено — до 1979 року Єгипет брав участь у кількох локальних війнах, а в новітній час у 2005 році відбулася одинична атака ісламістських фанатиків, незадоволених туристичною відкритістю міста. В даний час на території міста дислоковано кілька військових частин.
Сучасне керівництво Єгипту відмовилося від войовничого курсу на Близькому Сході і сприяє розвитку туризму. Туризм став для країни другої за значимістю статтею доходу після отримання плати за прохід суден по Суецькому каналу. Доходи від туристичної галузі в країні перевищили надходження від видобутку та продажу нафти. Поряд з Хургадою, Шарм-еш-Шейх став найважливішим єгипетським курортом. Кількість туристів в місті (особливо у високий сезон) перевищує власне 40-тисячне населення в рази, доводячи фактичну чисельність до 200 тисяч і більше.
Уряд постійно працює над підтриманням політичної стабільності в регіоні. З Ізраїлем у Єгипта діє підписаний в 1979 році Кемп-Девідський мирний договір, завдяки якому місто разом з Синаєм мирним шляхом відійшли Єгипту. Будь-який турист в Шарм-еш-Шейху може записатися на автобусні екскурсії в Ізраїль (Єрусалим, Мертве море), Палестинську Автономію (Вифлеєм), Йорданію (Петра) тощо, куди його пустять без консульської візи (це стосується громадян не всіх держав світу), а громадяни Ізраїлю, у свою чергу, можуть відвідувати територію Синаю без віз. На вулицях патрулюють наряди воєнізованої поліції, що відповідають за порядок у місті і безпеку жителів і туристів.
Шарм-еш-Шейх є місцем частого проведення національних, панарабських та міжнародних конференцій. У 1999 році за участю держсекретаря США, президента Єгипту і короля Йорданії між ізраїльським прем'єром і палестинським лідером тут був підписаний Шарм-еш-шейхський меморандум про врегулювання на палестинських територіях. У 2005 році місто прийняло саміт лідерів країн Близького Сходу. У 2006 і 2008 рр. в місті проходив Всесвітній економічний форум по Близькому Сходу. Міжнародний конгрес-центр міста може прийняти до 4700 учасників.